# Luceni
Luceni ist ein Ort und eine Gemeinde (municipio) mit 1.003 Einwohnern (Stand: 2024) im Zentrum der Provinz Saragossa in der Autonomen Region Aragonien im Nordosten Spaniens.

## Lage und Klima
Luceni liegt gut 31 km (Fahrtstrecke) nordwestlich der Provinzhauptstadt Saragossa in einer Höhe von ca. 235 m am Ebro. Durch die Gemeinde führen die Autovía A-68 und die Autopista AP-68.
Das Klima ist gemäßigt bis warm; der eher spärliche Regen (ca. 399 mm/Jahr) fällt übers Jahr verteilt.

## Bevölkerungsentwicklung
| Jahr      | 1970 | 1981 | 1991 | 2001 | 2011 | 2021 |
| Einwohner | 1582 | 1290 | 1066 | 1057 | 1088 | 987  |

## Sehenswürdigkeiten
- Marienkirche (Iglesia de la Purificación de Nuestra Señora), ursprünglich aus dem 13. Jahrhundert, im Wesentlichen aus dem 16. Jahrhundert

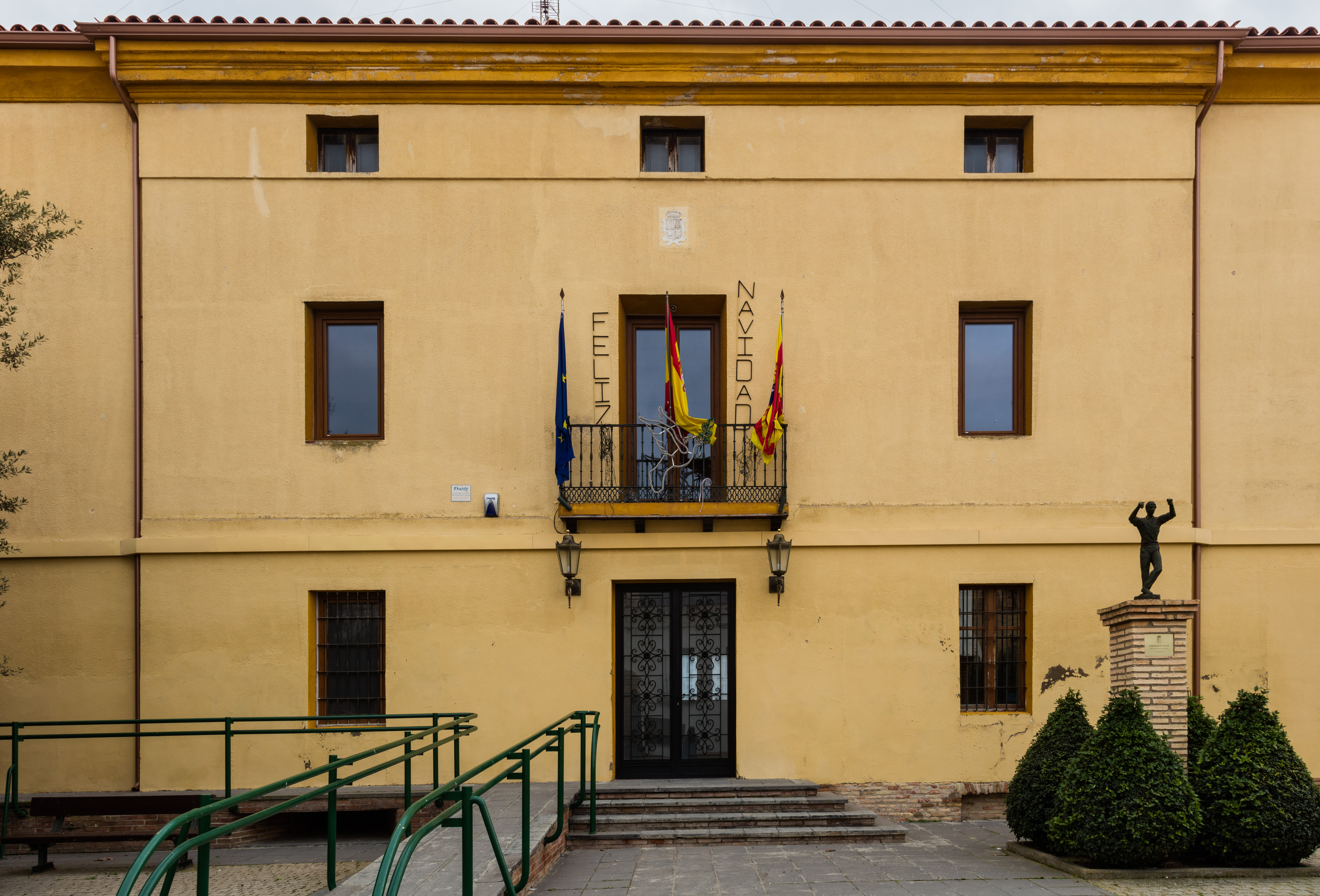
Rathaus

- Rathaus